# Куцеволівська волость
Куцеволівська волость — адміністративно-територіальна одиниця Верхньодніпровського повіту Катеринославської губернії.
Станом на 1886 рік налічувала 2 поселення, 2 сільські громади. Населення — 5604 осіби (2972 осіб чоловічої статі та 2632 — жіночої), 985 дворових господарств.
|                     | Площа, десятин | У тому числі орної, дес. |
| ------------------- | -------------- | ------------------------ |
| Сільських громад    | 7984           | 5047                     |
| Приватної власності | 783            | 153                      |
| Іншої власності     | 153            | 123                      |
| Загалом             | 8920           | 5323                     |

Поселення волості:
- Куцеволівка (Воронівка) — село над Дніпром в 47 верстах від повітового міста, 2241 особа, 402 двори,  православна церква, школа, будинок для етапного приміщення, поштова станція, 5 лавок.
- Деріївка — село над Дніпром 3363 осіб, 583 двори, православна церква, етапне приміщення, поштова станція, 4 лавки, 3 ярмарки.